# 克里斯特勒斯湖

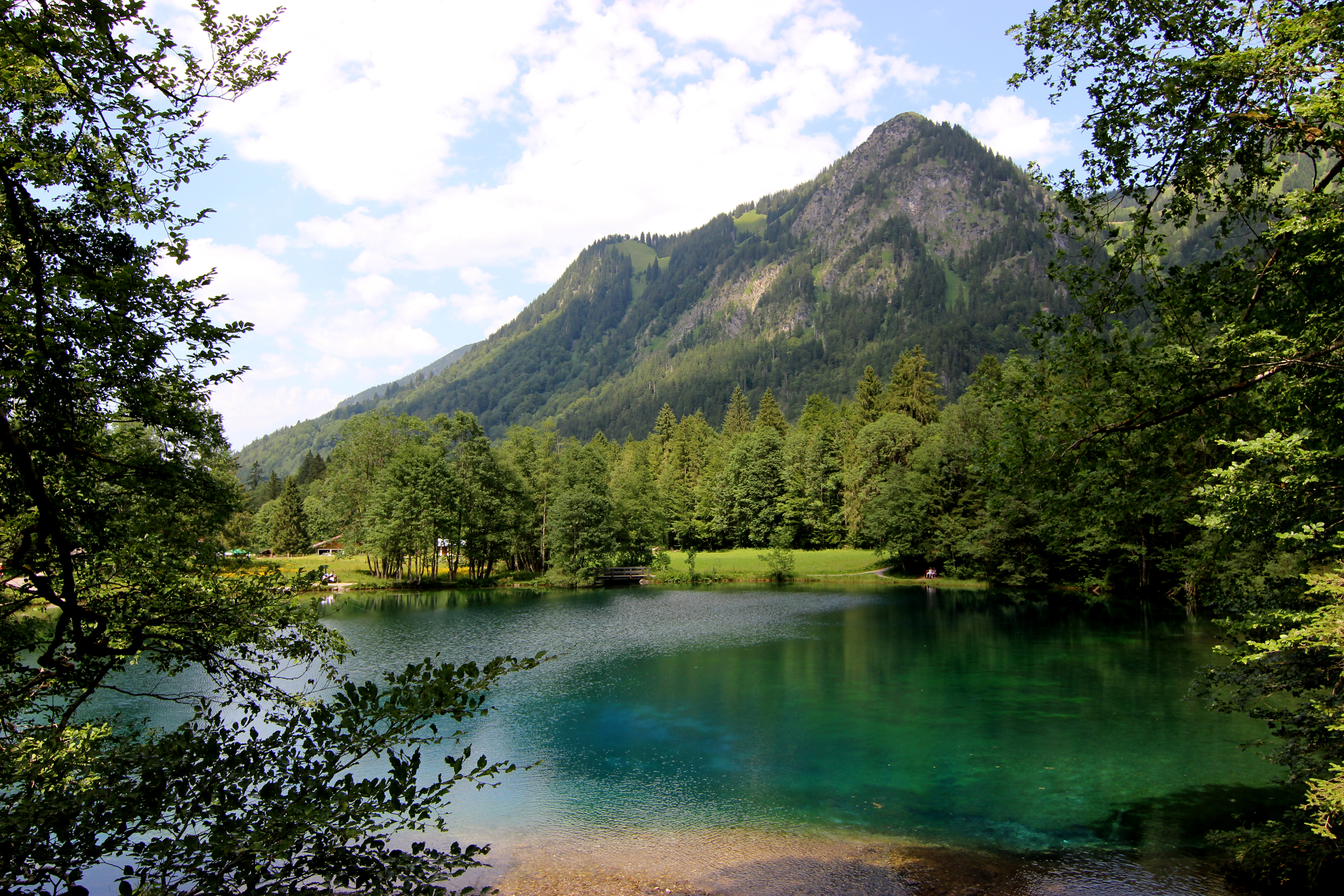

47°21′53″N 10°18′5″E / 47.36472°N 10.30139°E
克里斯特勒斯湖（德語：Christlessee），是德國的湖泊，位於該國東南部，由巴伐利亞州負責管轄，處於上阿爾高縣，長0.1公里、寬0.1公里，面積0.01平方公里，海拔高度916米，平均水深5米，最大水深10米，水體容量3.6萬立方米。